# Колібрі венесуельський
Колі́брі венесуельський (Oxypogon lindenii) — вид серпокрильцеподібних птахів родини колібрієвих (Trochilidae). Ендемік Венесуели. Вид названий на честь бельгійського біолога Жана Жюля Ліндена. Раніше вважалися конспецифічним зі строкаточубим колібрі, однак був визнаний окремим видом.

## Опис

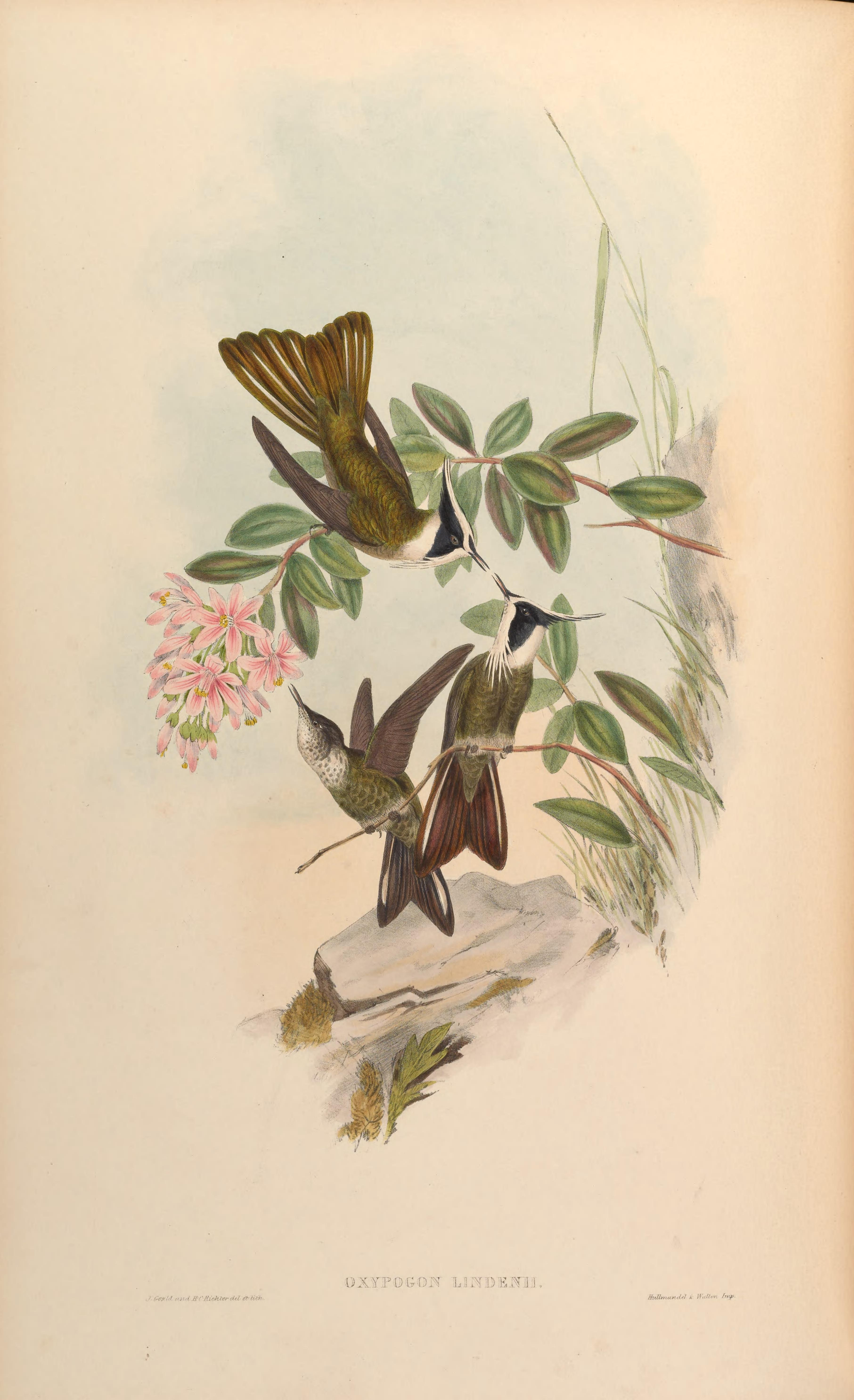
Венесуельські колібрі

Довжина птаха становить 11,2-12,7 см, вага 4,8 г. У самців голова чорна, окаймлена широким білим коміром. На голові у них є довгий чорно-білий чуб. Під дзьобом тонкі білі пера формують "бороду". Верхня частина тіла бронзово-зелена, легко поцяткована сірим лускоподібним візерунком, нижня частина тіла сірувата, поцяткована зеленими плямами. Хвіст відносно довгий, роздвоєний, оливково-зелений, нижня сторона стернових пер темно-бордова з білими стрижнями і вузькими білими смугами біля основи. Дзьоб короткий, прямий, чорний.
Самиці мають подібне забарвлення, однак чуб і "борода" у них відсутні, а нижня частина тіла білувата, сильно поцяткована зеленувато-коричневими плямами. Забарвлення молодих птахів є подібне до забарвлення самиць.

## Поширення і екологія
Венесуельські колібрі мешкають в горах Кордильєра-де-Мерида на заході Венесуели, в штатах Мерида і Трухільйо. Вони живуть на високогірних луках парамо, особливо у есплетієвих заростях, а також на узліссях лісів Polylepis, особливо під час сухого сезону. Зустрічаються на висоті від 3000 до 5200 м над рівнем моря, переважно на висоті до 4800 м над рівнем моря. Самці частіше зустрічаються в ущелинах, а самиці у більш відкритих ландшафтах.
Венесуельські колібрі живляться нектаром різноманітних квітучих рослин, зокрема Espeletia schultzii і Castilleja fissifolia, а також комахами, яких збирають з рослинності або ловлять в польоті. Вони чіпляються лапами за суцвіття, однак іноді також зависають в повітрі над квітками. Тонкий, короткий дзьоб птаха пристосований до живлення нектаром численних дрібних квітів.
Сезон розмноження венесуельських колібрі припадає на цвітіння есплетії і триває переважно з червня по листопад. Гніздо робиться з рослинних волокон і розміщується в тріщинах серед скель або під скельними виступами, в захищеному від сонця і дощу місці. В кладці 2 яйця. Інкубаційний період триває 21-23 дні, пташенята покидають гніздо через 35-38 днів після вилуплення.